# Bardineto
Bardineto (ligur nyelven Bardenèi, Bardenéi, Bardinetu, Bardnei, Bald'nei vagy Bardinêo) település Olaszországban, Liguria régióban, Savona megyében. Lakosainak száma 749 fő (2023. január 1.). Bardineto Calizzano, Garessio, Loano, Pietra Ligure, Boissano, Castelvecchio di Rocca Barbena, Giustenice, Magliolo és Toirano községekkel határos.

## Népesség
A település népességének változása:
| Lakosok száma | 747  | 744  | 749  |
|               | 2017 | 2018 | 2023 |